# Mohamed Zineddaine
Mohamed Zineddaine (né à Oued Zem (Maroc), le 1er janvier 1957) est un journaliste, photographe, scénariste et producteur  marocain.

## Biographie

### Formation
En 1983, il part en France et intègre l’université de Château de Nice afin d'y suivre un cycle d’études dans l'informatique pendant un an. Puis il part en Italie, à Bologne, pour étudier le cinéma au département d’art, de musique et du spectacle de l’université de Bologne.

### Carrière de réalisateur
En décembre 2018, il présente en avant première son nouveau film "La guérisseuse" lors du festival international du film de Marrakech (FIFM)

## Filmographie
- 2018 : La guérisseuse
- 2008 : Tu te souviens d'Adil ?[5]
- 2005 :  Réveil